# Trauaxa
Trauaxa is een geslacht van vlinders van de familie spinneruilen (Erebidae), uit de onderfamilie Hypeninae.

## Soorten
- T. lua Druce, 1890
- T. melamerida Hampson
- T. obliqualis Walker, 1865